# Puebla de Lillo
Puebla de Lillo ist eine Gemeinde mit 654 Einwohnern (Stand: 2024) im nordwestlichen Zentral-Spanien in der Provinz León in der Autonomen Gemeinschaft Kastilien-León. 

## Geografie
Puebla de Lillo liegt etwa 70 Kilometer nordnordöstlich von León in einer Höhe von ca. 1135 m.

## Bevölkerungsentwicklung
| Jahr        | 1950 | 1970 | 1981 | 1991 | 2001 | 2011 | 2021 |
| ----------- | ---- | ---- | ---- | ---- | ---- | ---- | ---- |
| Einwohner   | 1465 | 1071 | 841  | 776  | 725  | 711  | 670  |
| Quelle: INE |      |      |      |      |      |      |      |

## Sehenswürdigkeiten

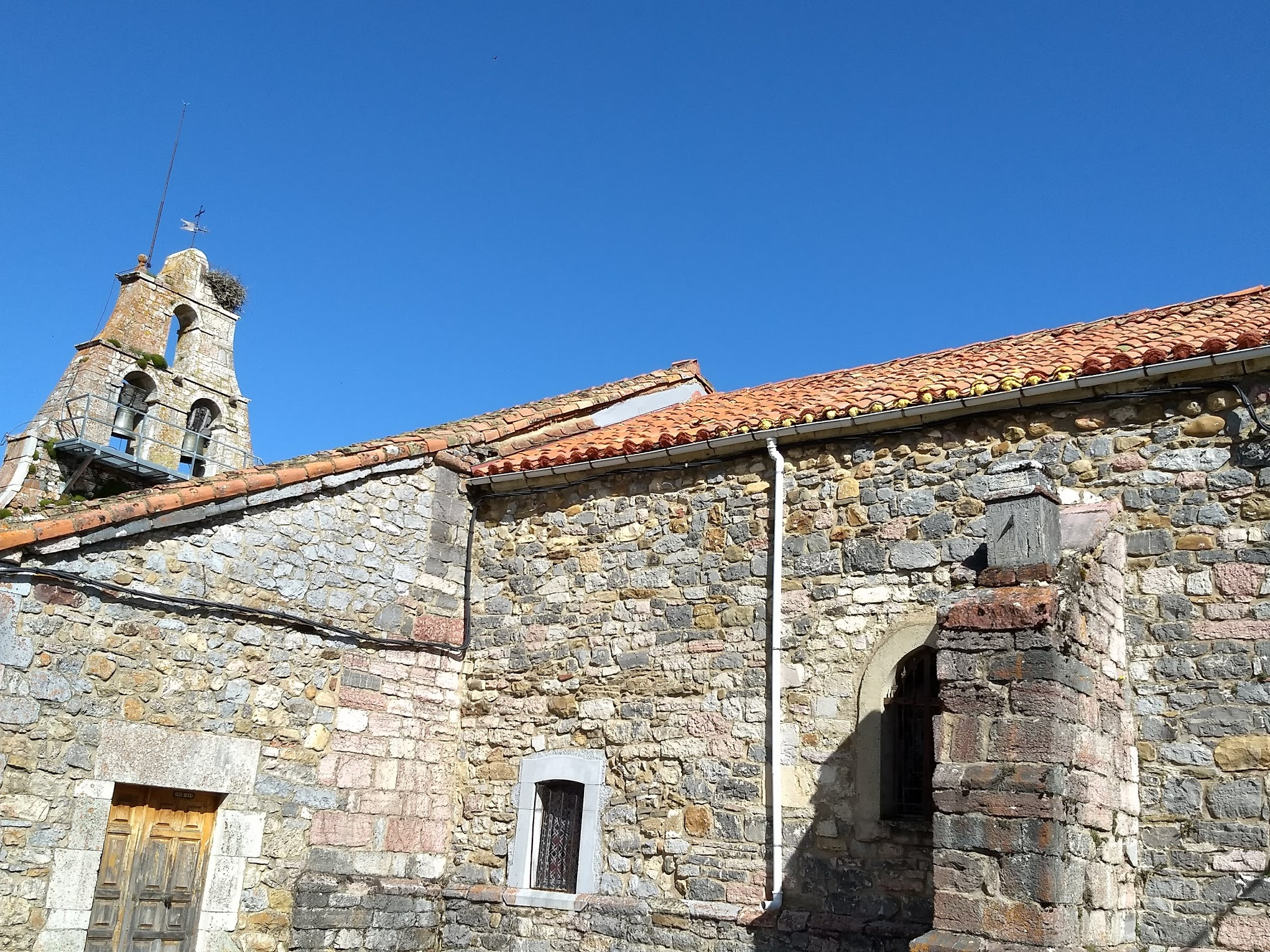
Vinzenzkirche
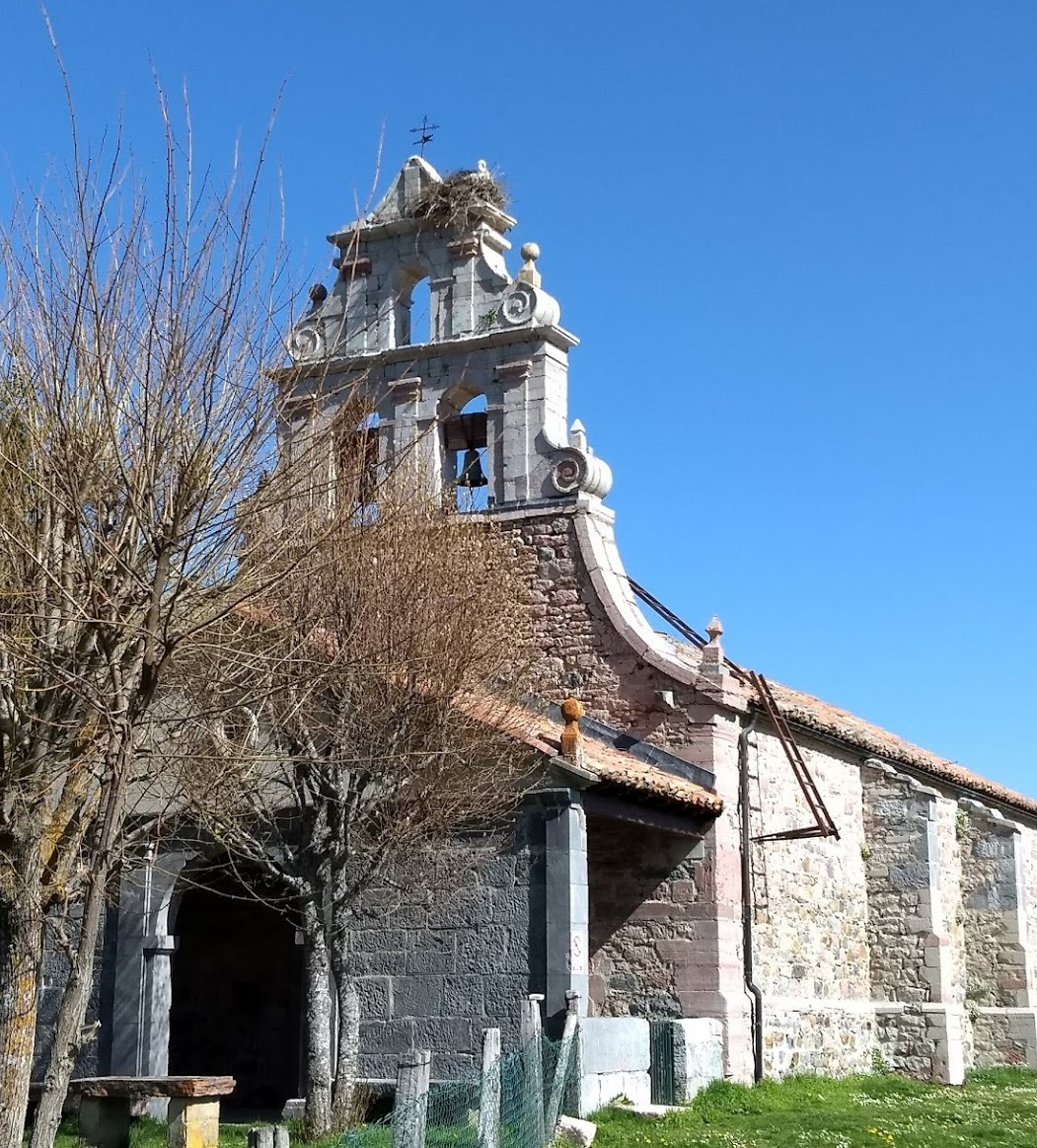
Kapelle Mariä Schnee
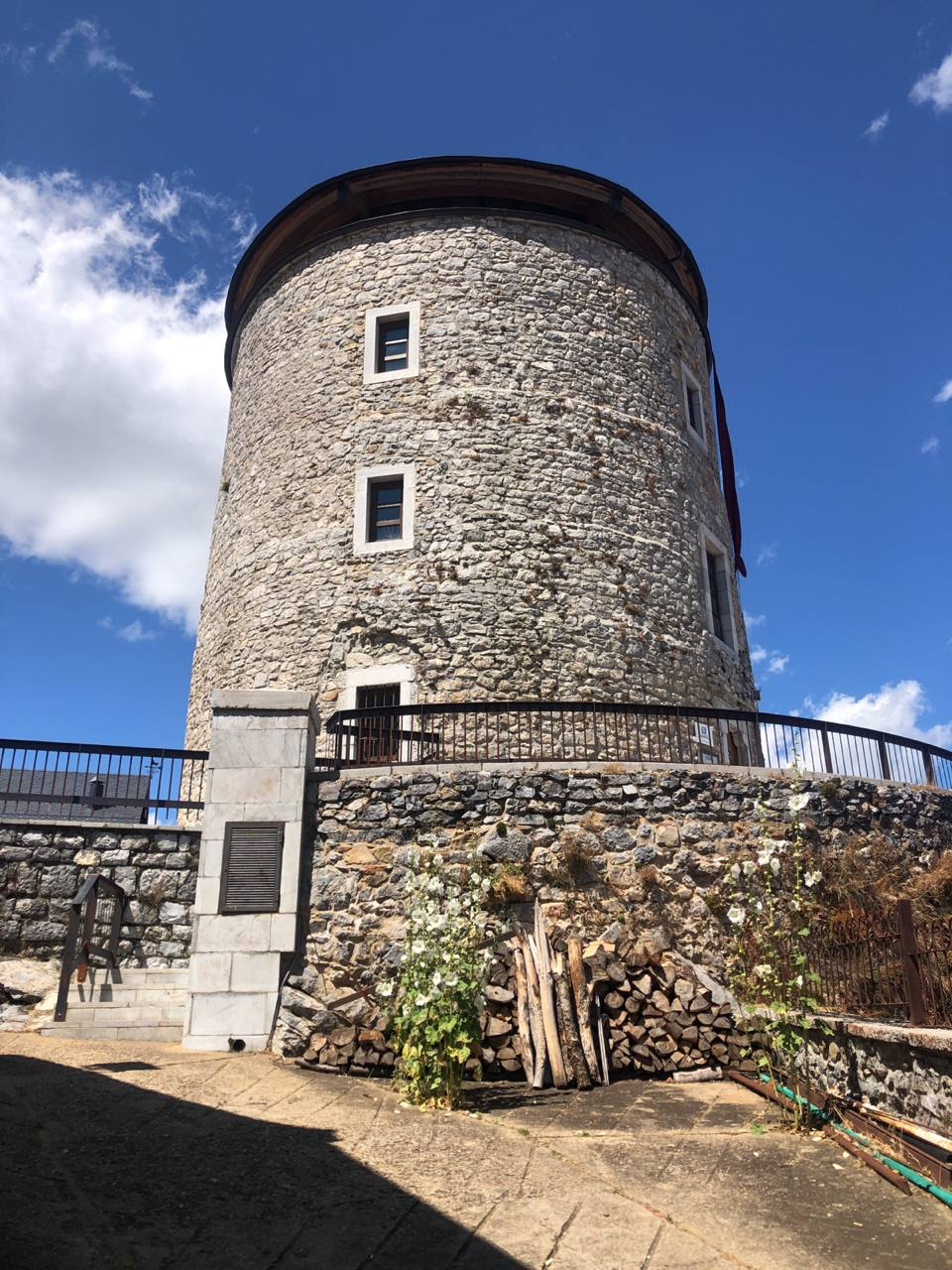
Wachtturm

- Vinzenzkirche
- Kapelle Mariä Schnee
- Wachtturm

## Persönlichkeiten
- Iván Santos Martínez (* 1982), Radrennfahrer